# Isabel Rábano
Isabel Rábano Gutiérrez del Arroyo (6 de septiembre de 1956) es una bióloga, paleontóloga e historiadora de la ciencia española, especializada en trilobites. Ha sido directora del Museo Geominero durante 23 años y subdirectora del Instituto Geológico y Minero de España (IGME) en la subdirección de Infraestructura Geocientífica. Ha sido presidenta de la Real Sociedad Española de Historia Natural (RSEHN), vicepresidenta y presidenta de la Sociedad Española de Paleontología (SEP) y es directora de Llull, la revista de la Sociedad Española de Historia de las Ciencias y de las Técnicas (SEHCYT).

## Biografía
Isabel Rábano es sobrina de la pionera de la paleontología española María Teresa Rodríguez Mellado y tataranieta de Concepción Arenal.
Se licenció en Biología en 1979 por la Universidad Autónoma de Madrid en la que, además, defendió la primera tesina en paleontología. Se doctoró en Paleontología por la Universidad Complutense de Madrid en 1987 con una tesis sobre trilobites del Ordovícico.
Tras una beca de un año en el IGME, en 1990 consiguió una plaza de colaborador científico del Consejo Superior de Investigaciones Científicas (hoy científico titular de organismo público de investigación) en el Instituto de Geología Económica (hoy integrado en el Instituto de Geociencias, centro mixto del CSIC y la Universidad Complutense de Madrid).
En 1993 fue nombrada directora del Museo Geominero, puesto hasta entonces ocupado siempre por ingenieros de minas, por lo que fue la primera mujer, además bióloga, en ocuparlo. Durante los 23 años de directora creó un nuevo equipo humano y remodeló completamente las funciones del museo, desarrollando las tareas de conservación, investigación y divulgación, propias de este tipo de instituciones.
Entre 1998 y 2012 fue directora de la Revista Española de Micropaleontología y desde 2003 a 2017 editora en jefe de la revista De Re Metallica de la Sociedad Española para la Defensa del Patrimonio Geológico y Minero.
Desde 2006 forma parte de la Comisión de la UNESCO para la Historia de la Geología.
Desde 2011 es vocal en la Comisión Nacional de Geología, organismo adscrito al IGME, que entre otras funciones están las de coordinación de las investigaciones, estudios y cartografías geológicas y representar a España en foros internacionales del ámbito de las geociencias.
Desde 2013 coordina la Comisión de Historia de la Geología de la Sociedad Geológica de España, sustituyendo a Jaime Truyols (1921-2013).
En 2017, bajo la dirección de Francisco González Lodeiro, fue nombrada subdirectora de Infraestructura Geocientífica, una de las tres subdirecciones de IGME, cargo que ocupó hasta 2020, año en el que decidió dedicarse exclusivamente a la investigación.
Isabel Rábano está casada con el también paleontólogo Juan Carlos Gutiérrez Marco, con el que tiene dos hijas.

## Campos de estudio
El interés científico de Isabel Rábano se ha centrado principalmente en dos áreas de estudio:
Por un lado los trilobites del Ordovícico y Silúrico, sobre todo de las biotas de la región perigondwánica en España, Portugal y Marruecos.
Por otro en la historia de la geología y paleontología españolas, destacando las biografías y la historia de las instituciones científicas.

## Obra
Además de más de 250 artículos científicos ha publicado numerosas monografías, entre las que destacan:
- Rábano, I. (1990) Trilobites del Ordovícico Medio del sector meridional de la zona Centroibérica española. Instituto Tecnológico Geominero de España. 233 págs. ISBN 84-7840-037-0
- Rábano, I. y Truyols, J. (eds.) (2005) Miscelánea Guillermo Schulz (1805-1877). Instituto Geológico y Minero de España. Cuadernos del Museo Geominero, 5: 253 págs. ISBN 84-7840-595-X
- Rábano, I., Gozalo, R. y García-Bellido, D. (eds.) (2008) Advances in trilobite research. Instituto Geológico y Minero de España. Cuadernos del Museo Geominero, 9: 448 págs. ISBN 978-84-7840-759-0
- Gutiérrez-Marco, J.C., Rábano, I. y García-Bellido, D. (eds.) (2011) Ordovician of the World. Instituto Geológico y Minero de EspañaCuadernos del Museo Geominero, 14. 679 págs. ISBN 978-84-7840-857-3
- Gutiérrez-Marco, J.C.; Rábano, I.; Mansilla Plaza, L. y García-Bellido, D.C. (eds.) (2011) Geología y Paleontología de Almadén en el siglo XIX. La contribución de Casiano de Prado, Edouard de Verneuil y Joachim Barrande al descubrimiento científico del Paleozoico centroibérico. Universidad de Castilla-La Mancha y Sociedad Española para la Defensa del Patrimonio Geológico y Minero. 269 págs. ISBN 978-84-614-9993-9
- Rábano, I. (2015) Los cimientos de la geología: la Comisión del Mapa Geológico de España (1849-1910). Instituto Geológico y Minero de España. 329 págs. ISBN 978-84-7840-963-1
- Gomis, A.; Rodrigo, A.; Peña de Camus, S.; Rey, I. y Rábano, I. (2021) La Real Sociedad Española de Historia Natural: 150 años haciendo historia. Real Sociedad Española de Historia Natural. 108 págs. ISBN 978-84-09-31008-1
- Rábano, I. y Salazar, Á. (2024) Instituto Geológico y Minero de España: 175 años. Consejo Superior de Investigaciones Científicas. 217 págs. ISBN 978-84-00-11309-4.
- Rábano Gutiérrez del Arroyo, I. (ed.) (2025) Museo Geominero: colecciones, divulgación, investigación. Doce Calles. 549 págs. ISBN 978-84-9744-498-9

## Reconocimientos
- 2003 Premio a las Mejores Prácticas en la Administración General del Estado por la práctica titulada «Programas Públicos del Museo Geominero»[12]
- 2006 Mención de Honor de los Premios de Turismo por el comisariado de la Exposición «Un tesoro geológico en la Autovía del Cantábrico: el túnel Ordovícico de Ribadesella»[12]
- En marzo de 2021 Radio Nacional de España dedicó a Isabel Rábano el programa «El placer de admirar»[9] y en octubre del mismo año Televisión Española el programa «Objetivo igualdad».[7]
- En 2023 la escritora Ana Alemany le dedicó un capítulo de su libro Mujeres y el reino animal.[2]